# Cane da slitta della Chukotka

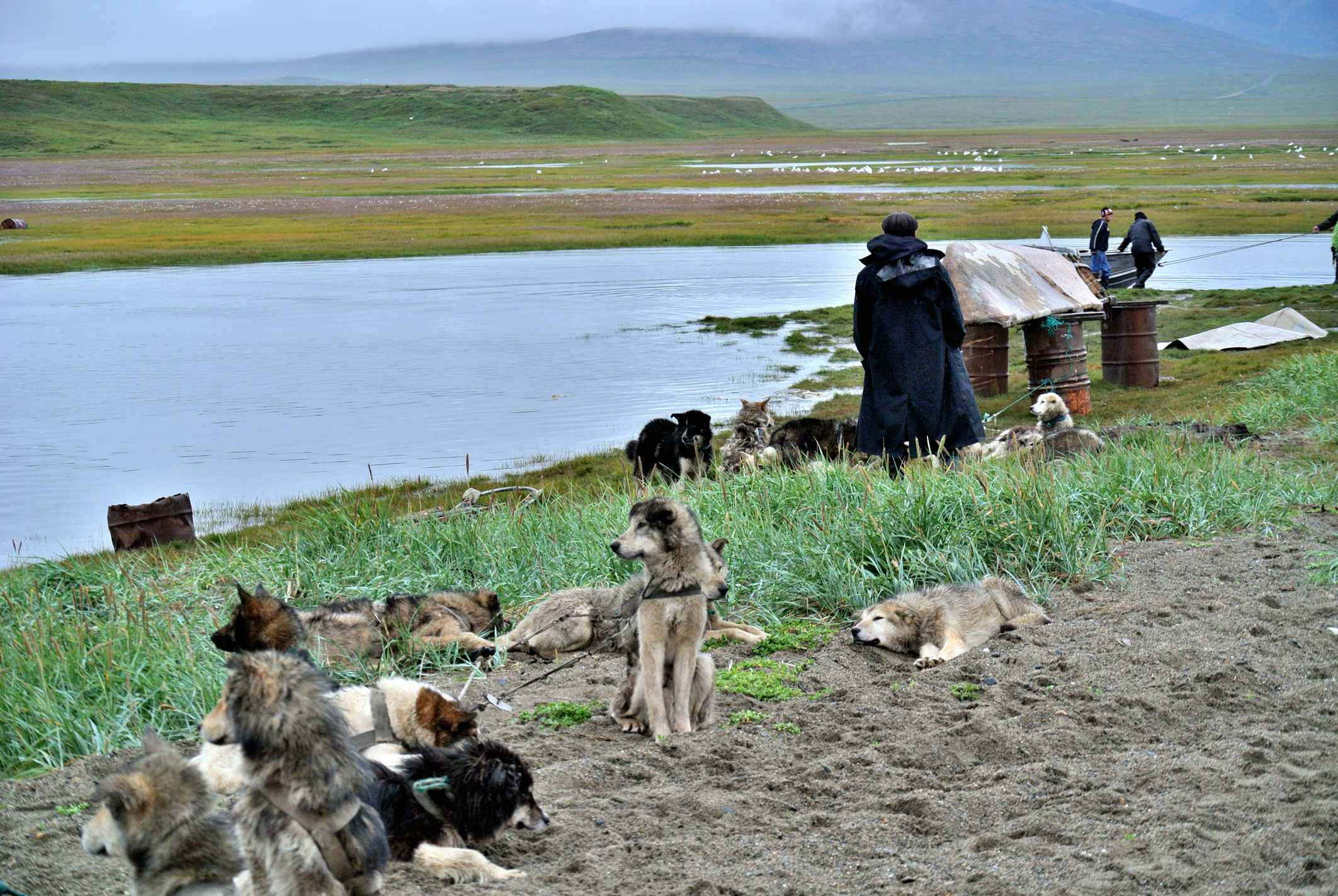
Mute di cani da slitta in spiaggia aLorino (Mare di Bering, Russia; 65°30'N, 171°42'W)

Il cane da slitta della Chukotka (in russo чуко́тская ездова́я?, [t]chukótskaya yezdováya," Chukotsky riding dog ", letteralmente "cavalcare Chukotsky") è la razza spitz aborigena di cane indigena del popolo Chukchi in Russia.
Mute di cani da slitta Chukotka sono state utilizzate sin dalla preistoria per tirare slitte in condizioni difficili, e anche per dare la caccia ai mammiferi marini sulla banchisa oceanica.
Famosi come progenitori del Siberian husky (imparentato con l'Alaskan Malamute), i Chukotka Sled Dogs si erano quasi estinti durante l'era sovietica a causa della mancanza di interesse nel preservare esempi di cani geneticamente puri; solamente di recente hanno avuto una rinascita.
Nel 1999, la Russian Kynologic Federation (RKF) ha approvato il primo standard ufficiale della razza.

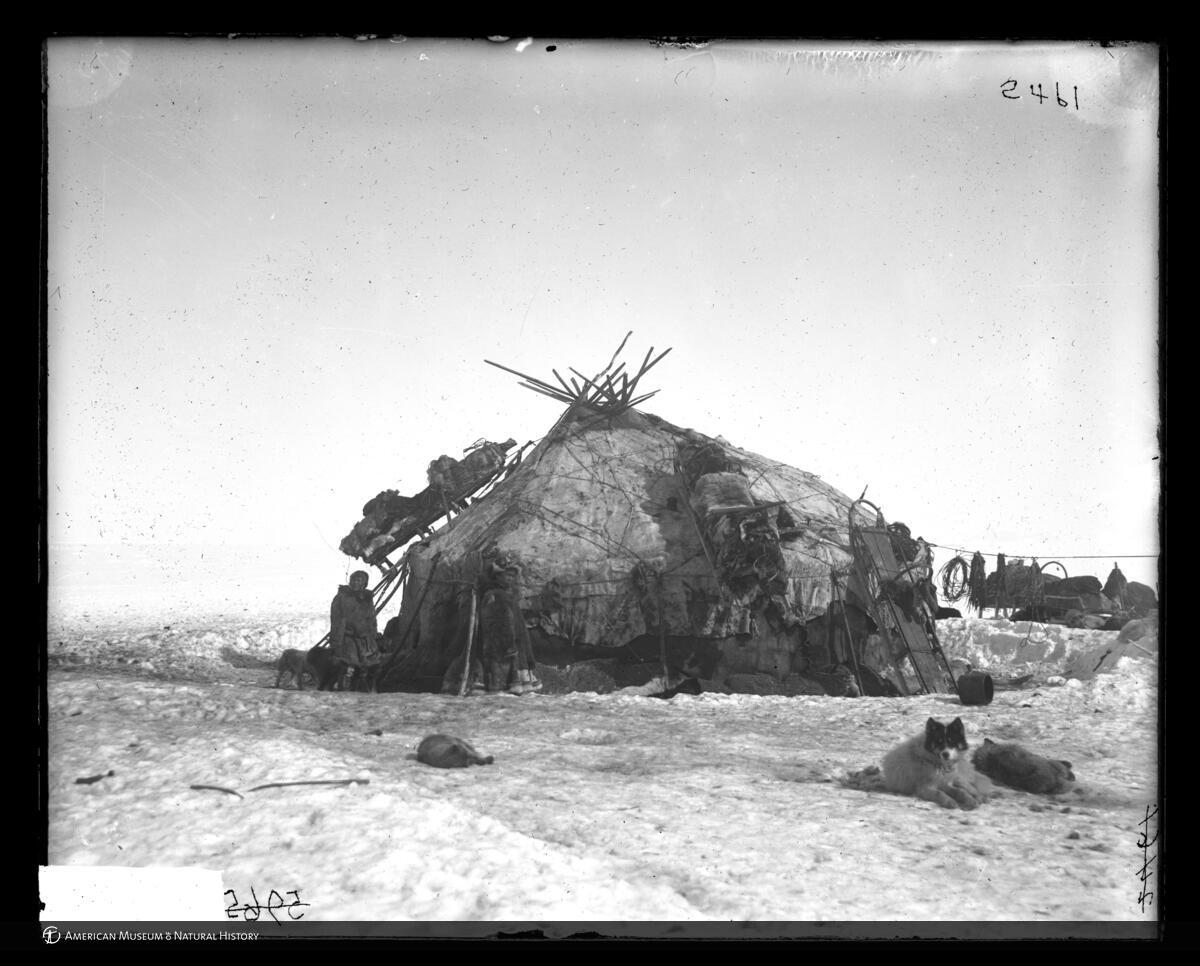
Capanna Chukchi con cane da slitta, 1901.

## Storia

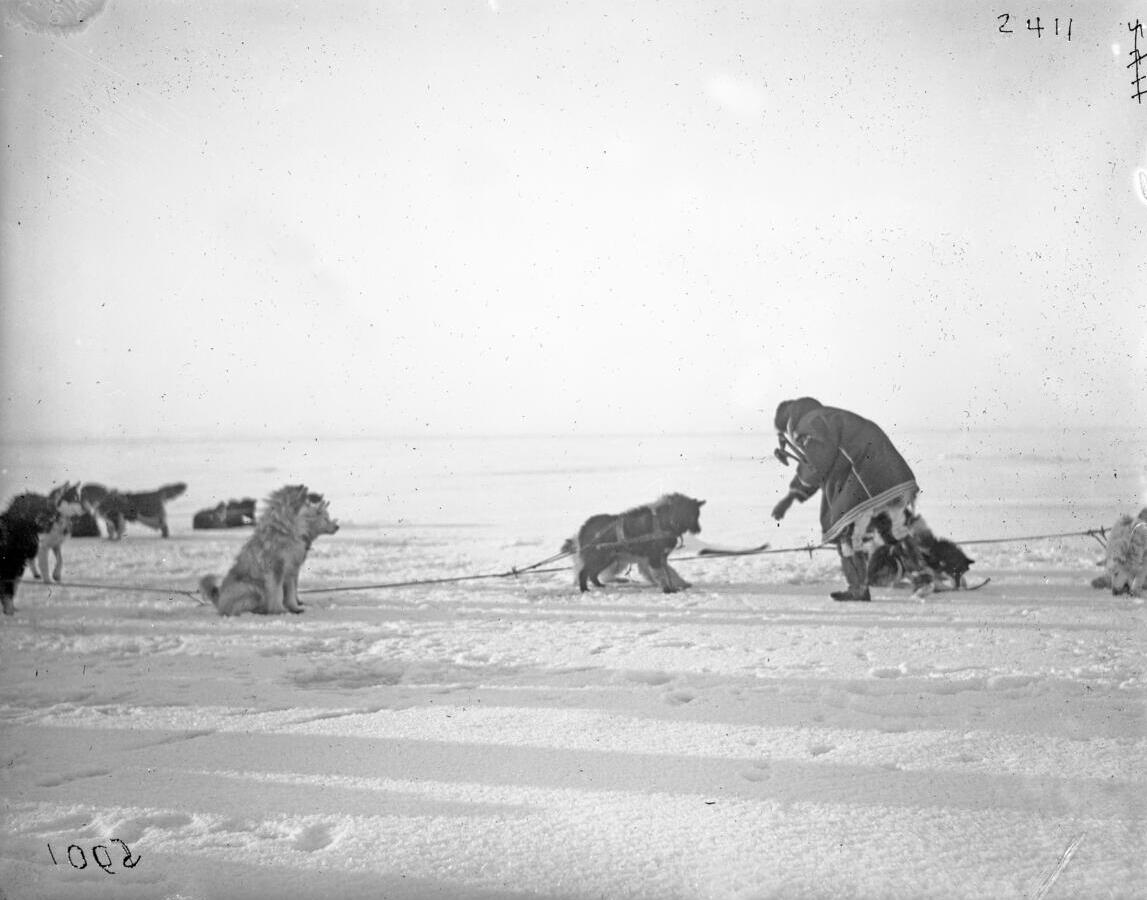
Uomo Chukchi che dà da mangiare ai cani da slitta della Chukotka, 1901.

Il Chukotka Sled Dog è stato sviluppato dal popolo Chukchi come cane robusto e affidabile per cacciare i mammiferi marini sul ghiaccio marino e per il trasporto nella tundra montuosa della penisola di Chukchi, dove i pendii battuti dal vento impediscono l'accumulo di neve.
Prove archeologiche precedenti al 500 d.C. indicano che le popolazioni locali facevano molto affidamento sulle balene come fonte di cibo e quindi la slitta trainata dai cani era il mezzo principale per trasportare i mammiferi marini agli insediamenti umani.
La sportiva e autrice MG Dmitrieva-Sulima li descrive come una razza unica nel suo libro del 1911, "Laika and hunting with it".

### Separazione dagli husky siberiani

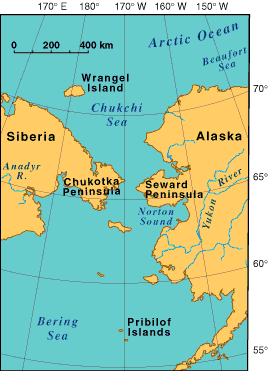
Penisola della Chukotka e Alaska

Dal 1890 al 1930, i cani da slitta Chukotka furono attivamente esportati in Alaska, per trasportare i minatori d'oro nello Yukon come parte della Klondike Gold Rush, poi più tardi per partecipare ala " All-Alaska Sweepstakes ": una gara di slitte trainate da cani di 408 miglia (657 km) in Alaska.
A quel tempo, "Esquimaux" o "Eskimo" era un termine peggiorativo comune per gli abitanti nativi dell'Artico nordamericano, con molte permutazioni dialettali tra cui Uskee, Uskimay e Huskemaw. Così i cani usati dalle popolazioni artiche erano i cani degli Husky, i cani degli Husky e, infine, semplicemente i cani husky. I coloni canadesi e americani, non esperti di geografia russa, distinguerebbero le importazioni di Chukotka riferendosi a loro come husky siberiani, poiché Chukotka fa parte della Siberia.

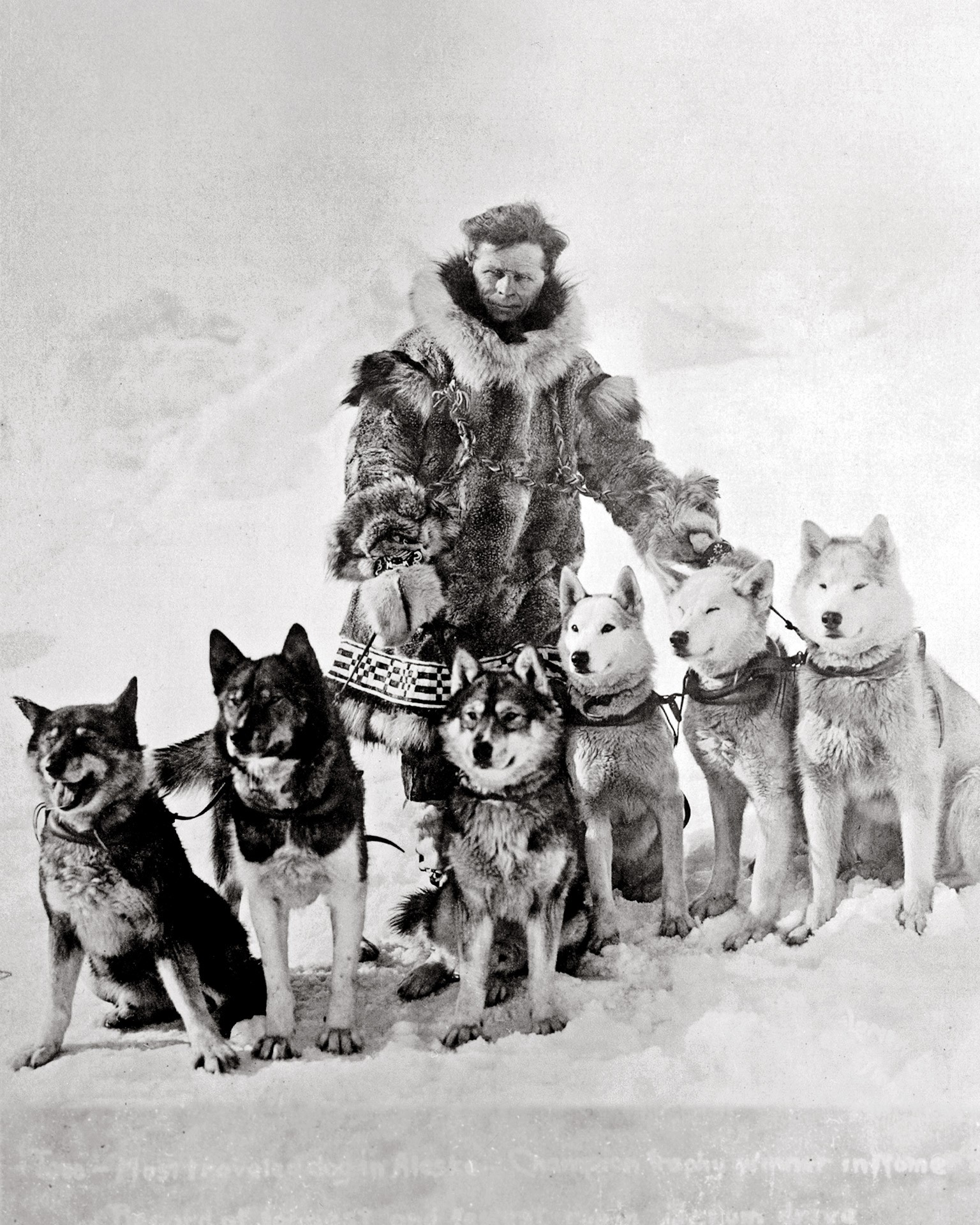
Leonhard Seppala con i suoi cani.

Nel 1913, Leonhard Seppala ereditò per caso una squadra di cani da slitta Chukotka. Jafet Lindeberg, suo amico e supervisore alla Pioneer Mining Company, aveva portato i cuccioli dalla Siberia come regalo per l'esploratore Roald Amundsen, che sperava li avrebbe usati per la sua prossima spedizione al Polo Nord.
Seppala fu incaricato di addestrare i cani. "Me ne sono letteralmente innamorato fin dall'inizio", ha ricordato; "Non vedevo l'ora che arrivassero gli slittini per iniziare il loro allenamento". Quando Amundsen annullò il suo viaggio poche settimane dopo l'arrivo dei cuccioli a Nome, Lindeberg li diede a Seppala.
Più piccoli, più veloci e più resistenti dei cani da trasporto da 100 a 120 libbre (da 45 a 54 kg) allora in uso generale, i husky siberiani hanno immediatamente dominato la gara della lotteria.
Nel 1930, l'Unione Sovietica fermò l'esportazione di cani dalla Siberia e l'American Kennel Club riconobbe il Siberian Husky come razza. I cani che vivevano nell'Unione Sovietica all'epoca avrebbero continuato a essere cani da slitta Chukotka, mentre i cani residenti negli Stati Uniti e in Canada avrebbero continuato a formare il ceppo fondamentale del Siberian Husky.
Negli anni '50 e '60, i miglioramenti nelle infrastrutture e nei viaggi meccanizzati, insieme al divieto di caccia alle balene, hanno portato al crollo delle popolazioni indigene di cani da slitta in Chukotka. Le popolazioni di cani da slitta hanno continuato a diminuire fino al 1988, quando un'indagine regionale ha rivelato solo 1594 cani e non tutti di razza pura.
Dopo il crollo dell'Unione Sovietica, la diffusa insicurezza alimentare in Russia, unita a una dispensa speciale nella caccia alle balene per i nativi Chukchi, hanno contribuito a un crescente interesse per la conservazione dei cani da slitta Chukotka nella penisola di Chukotka. Si stima che oggi ci siano 4000 cani da slitta Chukotka, anche se non è chiaro quanti siano di razza pura.

## Caratteristiche
I cani da slitta Chukotka sono apprezzati per la loro elevata resistenza, forza, capacità di lavorare e addestrabilità. Dovrebbero avere una disposizione amichevole come richiesto per lavorare in gruppo. Hanno doppi cappotti e sono disponibili in una varietà di colori.
I maschi e le femmine di questo cane hanno 53-65 cm al garrese. Roald Amundsen ha scritto: "Alla slitta trainata da cani russi dei Chukchi sono migliori rispetto a tutti quelli che ho potuto vedere".
A differenza di altri cani artici che sono multifunzionali, i cani da slitta Chukotka sono selezionati rigorosamente per agire durante le corse a lunga distanza.

## Cultura popolare
- Fyodor Konyukhov e Viktor Simonov hanno attraversato l'Oceano Artico in 46 giorni e hanno raggiunto le coste di Ward Hunt Island (Canada) Chukotka Sled Dogs.[13][14]
- Un monumento viene eretto in Carelia in onore di Cherk, un cane da slitta Chukotka che ha attraversato tre volte l'Artico.[15]